# Lubcz (Grodków)
Lubcz (deutsch Leuppusch) ist ein Dorf in der Gemeinde Grodków (Grottkau) in der Woiwodschaft Opole in Polen mit 230 Einwohnern.

## Geographie

### Geographische Lage
Das Angerdorf Lubcz liegt im Westen der historischen Region Oberschlesien im Grenzbereich zu Niederschlesien. Lubcz liegt drei Kilometer nordwestlich vom Gemeindesitz Grodków, etwa 25 Kilometer südwestlich der Kreisstadt Brzeg (Brieg) und etwa 40 Kilometer westlich der Woiwodschaftshauptstadt Oppeln.
Lubcz liegt in der Nizina Śląska (Schlesische Tiefebene) innerhalb der Równina Grodkowska (Grottkauer Ebene). Durch Lubcz verläuft die Woiwodschaftsstraße Droga wojewódzka 378.

### Nachbarorte
Nachbarorte von Lubcz sind im Norden Wojsław (Woisselsdorf), im Südosten der Gemeindesitz Grodków (Grottkau) und im Südwesten Gnojna (Olbendorf).

## Geschichte

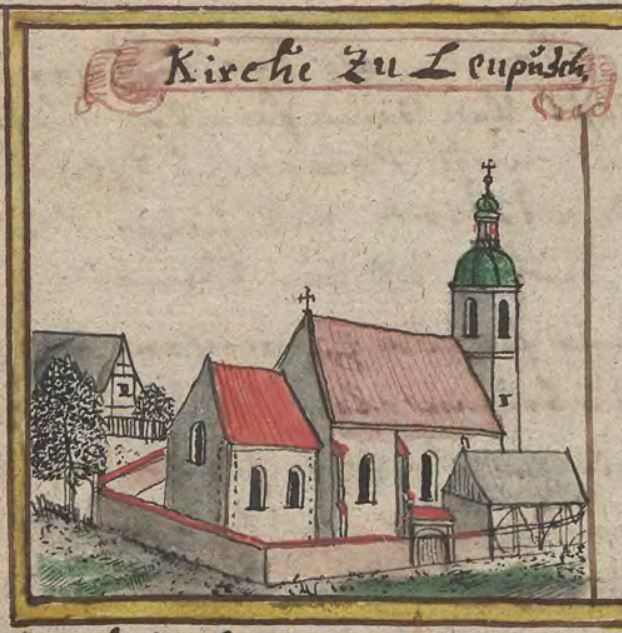
Martinskirche – 18. Jahrhundert

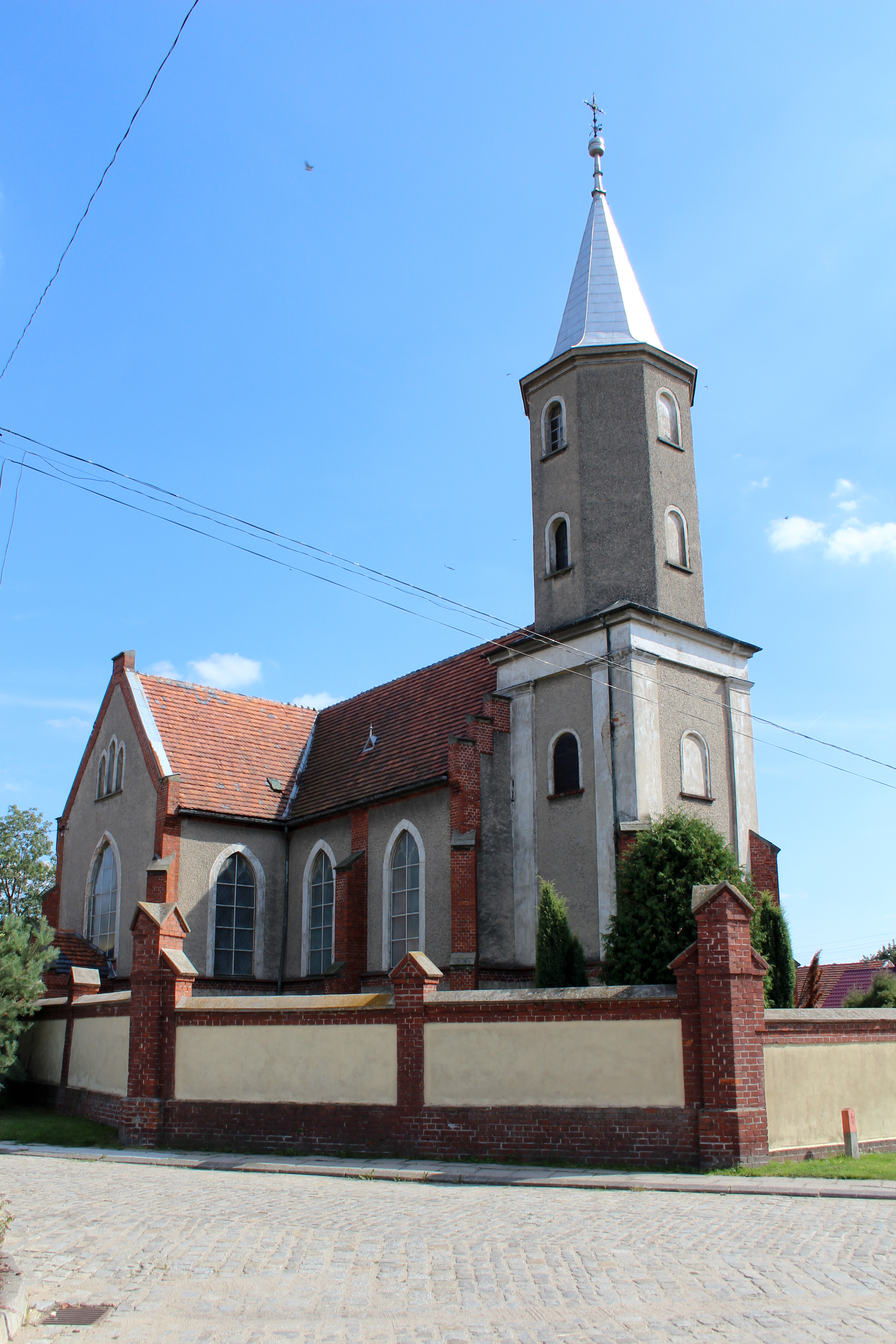
Martinskirche

Das spätere Leuppusch ist 1245 in einer päpstlichen Schutzurkunde als „Lubech cum silva sibi adiacenti“ belegt. Es wurde als Angerdorf nach deutschem Recht angelegt. Im Registrum Wratislaviense von 1303–1304 ist es als „villa Lubca“ mit vier Häusern und einer Scholtisei enthalten. 1343 wurde es als „Lubysch“ von der Stadt Grottkau erworben, mit der es 1344 an das Fürstentum Neisse gelangte. 1364 wurde „Luscho prope Grotkow“ mit allen Rechten und Pflichten dem Schulzen Hermann bestätigt. 1375 übertrug Bischof Preczlaw von Pogarell das Dorf „Lubisch“ dem Ritter Heynczco von Pogrella auf dessen Lebenszeit. 1380 wurde es als „Lubusch“, 1425 als „Leupisch“ bezeichnet. Damals war es das einzige Dorf im Grottkauer Bezirk, in dem der Bischof die volle Herrschaft hatte. 1579 ist ebenfalls der Bischof als Besitzer belegt. Später gehörte es dem  bischöflichen Hofrichter Heinrich Buchta von Buchtitz auf Zülzendorf, Leupusch und Hohen-Giersdorf.
Nach dem Ersten Schlesischen Krieg 1742 fiel Leuppusch mit dem größten Teil des Fürstentums Neisse an Preußen. Für das Jahr 1766 ist eine Schule im Ort belegt.
Nach der Neuorganisation der Provinz Schlesien gehörte die Landgemeinde Leuppusch ab 1816 zum Landkreis Grottkau im Regierungsbezirk Oppeln. 1845 bestanden im Dorf eine katholische Pfarrkirche, eine katholische Schule und 43 weitere Häuser. Im gleichen Jahr lebten in Leuppusch 319 Menschen, allesamt katholisch. 1855 lebten in Leuppusch 635 Menschen im Ort. 1865 bestanden im Ort eine Erbscholtisei, 14 Bauern-, zehn Gärtner- und zwölf Häuslerstellen. Die einklassige katholische Schule wurde im gleichen Jahr von 60 Schülern besucht. 1874 wurde die Landgemeinde Leuppusch dem Amtsbezirk Halbendorf eingegliedert, mit dem sie bis 1945 verbunden blieb. 1885 zählte Leuppusch 336 Einwohner.
1933 und 1939 lebten jeweils 257 Menschen in Leuppusch. Bis Kriegsende 1945 gehörte der Ort zum Landkreis Grottkau.
Als Folge des Zweiten Weltkriegs fiel Leuppusch 1945 wie der größte Teil Schlesiens unter polnische Verwaltung. Nachfolgend wurde der Ort in Lubcz umbenannt und der Woiwodschaft Schlesien angeschlossen. 1950 wurde es der Woiwodschaft Oppeln eingegliedert. 1999 kam der Ort zum neu gegründeten Powiat Brzeski (Kreis Brieg).

## Sehenswürdigkeiten
- Die römisch-katholische Kirche St. Martin (polnisch Kościół św. Marcina) wurde zwischen 1894 und 1899 erbaut.[8]
- Steinerne Wegekapelle
- Steinernes Wegekreuz